# Elemér Somfay
Elemér Somfay (ur. 28 sierpnia 1898 w Budapeszcie, zm. 15 maja 1979 tamże) – węgierski lekkoatleta (wieloboista) i pięcioboista nowoczesny, wicemistrz olimpijski z 1924.
Zdobył srebrny medal w pięcioboju lekkoatletycznym na igrzyskach olimpijskich w 1924 w Paryżu, za Eero Lehtonenem z Finlandii, a przed Robertem LeGendre ze Stanów Zjednoczonych. Wystąpił na tych igrzyskach również w dziesięcioboju, ale go nie ukończył.
Na igrzyskach olimpijskich w 1932 w Los Angeles Somfay zajął 7. miejsce w pięcioboju nowoczesnym.
Był mistrzem Węgier w pięcioboju lekkoatletycznym w 1924, w dziesięcioboju w 1926, 1927, 1929 i 1930, w biegu na 200 metrów przez płotki w latach 1922–1924 i 1930, w biegu na 400 metrów przez płotki w latach 1923–1927 i 1929, w sztafecie 4 × 400 metrów w 1922 i w trójskoku w 1922, 1924, 1926 i 1927. Zdobył również mistrzostwo Wielkiej Brytanii (AAA) w trójskoku w 1925.
Pięciokrotnie ustanawiał rekord Węgier w biegu na 400 metrów przez płotki (do wyniku 56,3 s osiągniętego  14 września 1930 w Budapeszcie) i dwukrotnie w trójskoku (do wyniku 14,51 m uzyskanego 21 sierpnia 1922 w Budapeszcie).